# Alocasia aequiloba
Alocasia aequiloba är en kallaväxtart som beskrevs av Nicholas Edward Brown. Alocasia aequiloba ingår i släktet Alocasia och familjen kallaväxter. Inga underarter finns listade.